# Lady Godiva of Coventry
Lady Godiva of Coventry (bra: O Suplício de Lady Godiva) é um filme estadunidense de 1955, dos gêneros ficção histórica e drama (biográfico e romântico), dirigido por Arthur Lubin para a Universal Studios, baseado na história de Lady Godiva. 

## Elenco
- Maureen O'Hara...Lady Godiva
- George Nader...Lorde Leofric
- Victor McLaglen...Grimald
- Rex Reason...Harold
- Torin Thatcher...Lorde Godwin
- Eduard Franz...Rei Eduardo, o Confessor
- Leslie Bradley...Conde Eustace
- Arthur Shields...Innkeeper
- Robert Warwick...Humbert
- Arthur Gould-Porter...Thorold
- Grant Withers...Pendar
- Sim Iness...Oswin
- Thayer Roberts...William, Duque da Normandia
- Clint Eastwood...Saxão (não creditado)

## Sinopse
Na Inglaterra do século XI, durante o reinado de Eduardo, o Confessor, a saxã e filha do xerife de Coventry Godiva conhece o nobre senhor feudal Leofric, igualmente saxão, que estava no calabouço ao se recusar a casar com uma normanda, contrariando uma ordem do rei. Godiva ia ao calabouço ajudar a três prisioneiros beberrões e briguentos que ela conhecia desde criança e que se consideravam seus protetores. Leofric e Godiva se apaixonam e se casam e o nobre se livra do casamento arranjado. O rei quer desarmar os senhores feudais para que não haja guerra entre eles e isso agrada o Conde Eustace, conspirador da causa normanda que deseja colocar no poder Guilherme, Duque da Normandia. Leofric a princípio se nega por causa da rivalidade com outro conde, mas Godiva o convence a selar um acordo com o rival. No final, Godiva aceita ser punida pela lei antiga e cavalga nua para mostrar que o povo saxão está unido e não aceita o domínio normando.